# MKS Tarnovia
Tarnovia Tarnów – klub sportowy z siedzibą w Tarnowie założony w 1909 roku.

## Historia
Dotychczasowe nazwy
- 1909 – Tarnovia-Czarni, Tarnovia-Pogoń
- 1918 – Sokoli Klub Sportowy Tarnovia
- 1945 – Towarzystwo Sportowe Tarnovia
- 1950 – Związkowy Klub Sportowy Ogniwo-Tarnovia
- 1954 – Tarnowski Klub Sportowy Sparta-Tarnovia
- 1957 – Klub Sportowy Start-Tarnovia
- 1979 – Międzyzakładowy Klub Sportowy Tarnovia
- 1981 – Miejski Klub Sportowy Tarnovia

Oficjalnie przyjmuje się, że Tarnovia powstała w 1909, w chwili połączenia KS Pogoń Tarnów z Biało-Czerwonymi Tarnów. Nie jest znana dokładna data dzienna, bowiem istnieje jedynie kopia legitymacji piłkarza z 25 września, wtedy jeszcze zawodnika Pogoni. Można z tego wywnioskować, że do połączenia klubów musiało dojść po 25 września 1908.
W sezonie 1946/1947 kierowana przez trenera Władysława Lemiszkę Tarnovia wygrała Okręg Kraków, następnie zwyciężyła w II etapie, po czym w grupie finałowej zajęła trzecie miejsce, uzyskując z drużyną historyczny awans do I ligi. W pierwszym i jedynym jak dotąd występie pierwszoligowym edycji 1948 zespół prowadzili prof. Pachoń i trener Jesionka, a w jego II rundzie Artur Walter. Tarnovia zajęła w lidze 11 miejsce z 22 punktami i 10 zwycięstwami na koncie i spadła do II ligi. Najsłynniejszym piłkarzem Tarnovii w historii był Antoni Barwiński, który był 17-krotnym reprezentantem Polski. Tarnovia zyskała przydomek Polskiej Barcelony.

## Sukcesy

### Piłka nożna (mężczyźni):
- Ekstraklasa – 11. miejsce 1948.
- 7 sezonów w II lidze: 1949 – 2. miejsce, 1950 – 3. miejsce, 1951 – 4. miejsce, 1952 – 2. miejsce, 1953 – 9. miejsce , 1954 – 7. miejsce, 1955 – 14. miejsce.
- W sezonach: 1927 (2. miejsce), 1928 (9. miejsce), 1929 (2. miejsce), 1930 (3. miejsce), 1931 (5. miejsce), 1932 (5. miejsce), 1934 (2. miejsce), 1935 (10. miejsce), 1946 (2. miejsce), 1947 (1. miejsce), Tarnovia występowała w klasie A – wówczas II poziom ligowy w Polsce.
- W sezonach: 1936/1937 (4. miejsce), 1937/1938 (4. miejsce), 1938/1939 (2. miejsce), Tarnovia występowała w lidze okręgowej – wówczas II poziom ligowy w Polsce.
- 1/8 finału Pucharu Polski – 1954/1955.
- Zdobycie Pucharu Polski na szczeblu TOZPN – 1991/1992, 1993/1994 (Tarnovia II), 2016/2017, 2018/2019.

### Piłka nożna (kobiety):
- Ekstraliga – 11. miejsce 2021/2022.
- 4 sezony w I lidze: 2017/2018 – 2. miejsce, 2018/2019 – 4. miejsce, 2019/2020 – 3. miejsce, 2020/2021 – 1. miejsce.
- 1/4 Pucharu Polski – 2019/2020, 2020/2021.
- Zdobycie Pucharu Polski na szczeblu MZPN – 2017.

### Futsal (kobiety):
- Ekstraliga – 6. miejsce 2021/2022.
- 1/4 Pucharu Polski – 2021/2022.
- 1. miejsce Halowych Mistrzostw Małopolski Kobiet – 2018.
- 2. miejsce Halowych Mistrzostw Małopolski Kobiet – 2019.
- 3. miejsce Halowych Mistrzostw Małopolski Kobiet – 2016.
- 2. miejsce Młodzieżowych Mistrzostw Polski do lat 18 – 2018.
- Miejsca 5-8 Młodzieżowych Mistrzostw Polski do lat 18 – 2019.
- 8. miejsce Młodzieżowych Mistrzostw Polski do lat 16 – 2019.

### Siatkówka (kobiety):
- II liga.
- Mistrz Polski Zrzeszenia Sportowego Ogniwo – 1954.
- Wicemistrz Polski Zrzeszenia Sportowego Sparta.
- 9-krotny Mistrz Okręgu Krakowskiego – lata 50.
- Zdobycie Pucharu Polski przez juniorki – 1951.
- 3. miejsce Mistrzostw Polski Juniorek – 1967.
- 4. miejsce Mistrzostw Polski Juniorek – 1982.
- 6. miejsce Mistrzostw Polski Juniorek Młodszych – 1992.
- 8. miejsce Mistrzostw Polski Juniorek – 1992.

### Siatkówka (mężczyźni):
- II liga.
- Wicemistrz Polski Zrzeszenia Sportowego Ogniwo – lata 50.
- 7-krotny Mistrz Okręgu Krakowskiego – lata 40. i 50.
- 8. miejsce Mistrzostw Polski Juniorów – 1993.

### Tenis stołowy:
- Seniorzy - I liga.
- Seniorki - II liga.
- Medale Mistrzostw Polski w kategoriach młodzieżowych.
- Medale Mistrzostw Okręgu Krakowskiego.

### Lekkoatletyka:
- Medale Mistrzostw Polski.
- Medale Mistrzostw Polski Zrzeszenia Sportowego Start.
- Drużyna – II liga.

### Brydż sportowy:
- II liga.
- Puchar Polski: 16. miejsce Tarnovia I, 27. miejsce Tarnovia II – 1980.

### Szachy:
- II liga.

### Wspinaczka sportowa:
- Medale Mistrzostw Świata.
- Medale Mistrzostw Europy.
- Zdobywcy i medaliści Pucharu Świata.
- Zwycięzcy i medaliści międzynarodowych zawodów, m.in. Rock Masters, Speed Rock Daone, X-Games.
- Medale Mistrzostw Polski.
- Zdobywcy Pucharu Polski.

### Sekcja motocyklowa:
- Mistrz Okręgu Krakowskiego.

### Tenis ziemny:
- Miejsca 5-8 na listach klasyfikacyjnych kobiet.
- Medale Mistrzostw Okręgu Krakowskiego.

### Boks:
- II liga.
- Medale Młodzieżowych Mistrzostw Polski.
- Medale Mistrzostw Polski Juniorów.
- Medale Pucharu Polski.
- Medale Mistrzostw Polski Zrzeszenia Sportowego Start.
- Medale Mistrzostw Małopolski.
- Medale Mistrzostw Okręgu Krakowskiego.
- 1 i 2 miejsce w Międzynarodowym Turnieju Albena 80 (Bułgaria).